# 久保良英

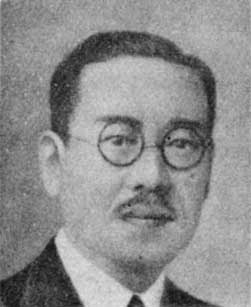
久保良英

久保 良英（くぼ よしひで、1883年4月22日 - 1942年11月12日）は、日本の心理学者。
佐賀県出身。東京帝国大学心理学科卒。米国クラーク大学留学。1929年、広島文理科大学教授。精神分析やゲシュタルト心理学を紹介、ビネー式知能検査の標準化に貢献。
1916年 クラーク大学で Ph.D. 論文: "Some Aspects of Recent Child Study"、1923年 東京帝国大学で文学博士 主論文: "Psychology and Pedagogy of reading" 副論文：「幼児ノ言語ノ発達」。

## 著書
- 『憤怒及復讐の心理的研究』 目黒書店 1910.11
- 『教育心理通俗講話』 目黒書店 1913
- 『参考心理学』 博文館 1913
- 『精神分析法』 心理学研究会出版部 1917 (近世心理学文庫)
- 『児童の心理』 児童保護研究会 1923
- 『女子教育学』 青木誠四郎共著 冨山房 1924
- 『実験心理学精義』 中文館書店 1925-27
- 『愛児良毅の教養』 中文館書店 1928
- 『学習心理学』 南光社 1929
- 『輓近の心理学』 春秋社 1929 (春秋文庫)
- 『形態心理学 現代心理学叢書 第1編』 中文館書店 1930
- 『児童心理学』 藤井書店 1931
- 『精神分析学 現代心理学叢書 第2編』 中文館書店 1932
- 『環境の心理』 藤井書店 1934 (精神科学叢書)
- 『心理学概説』 目黒書店 1934
- 『位相心理学 現代心理学叢書 第3編』 中文館 1937
- 『児童の知能 児童教育講座 第2』 叢文閣 1937
- 『児童の精神構造と指導』 中文館書店 1937
- 『心理学要論』 目黒書店 1940
- 『智能査定法』 中文館書店 1942

## 翻訳
- 『哲学概論』 イェルサレム 宇井伯寿共訳 弘道館 1913

## 論文
- 「ユーサピアの手品に就て」 『哲学雑誌』 第26巻 200号 1911
- 「内省と客観的観察」 『哲学雑誌』 第32巻 362号 1917
- 「児童の連想作用」 『児童研究所紀要』 第1巻 1918
- 「快と苦の研究 (上下)」 『教育学術界』 第37巻 1号 - 2号 1918
- 「算術的能力の測定法」「徳目に対する教師並に児童の評価」 『児童研究所紀要』 第2巻 1918
- 「漢字書取能力の測定」 『児童研究所紀要』 第3巻 1919
- 「不良児童の知能」 『社会と教化』 第2巻 8号 1919
- 「幼児の言語の発達」 『児童研究所紀要』 第5巻 1922
- 「教授能力の標準」 『教育学術界』 第44巻 4号 1922
- 「手の作業の発達」 『児童研究所紀要』 第8巻 1924
- 「智能検査法と形態説 (上下)」 『小学校』 第38巻 6号 - 第39巻 2号 1925
- 「形態心理学の主張について」 『学校教育』 第139号 - 140号 1925
- 「感覚は存在するか」 『学校教育』 第145号 1925
- 「精神発達の原理 (上下)」 『小学校』 第41巻 2号 - 4号 1926
- 「練習効果と児童の年齢・性・学習との関係」 『児童研究所紀要』 第10巻 1927
- 「中学校一千名の連想検査」 『児童研究所紀要』 第10巻 1927
- 「心理学書に現れたるペスタロッチー」 『精神科学』 第2巻 1号 1927
- 「現代心理学に於ける全体の問題」 『精神科学』 第2巻 4号 1927
- 「知能指数の分配」 『児童研究所紀要』 第11巻 1928
- 「青年期に於ける自己意識に就て」 『児童研究所紀要』 第12巻 1929
- 「行動派の見たる児童教育」 『学校教育』 第197号 1929
- 「児童の体型と性格」 『児童研究所紀要』 第13巻 1930
- 「精神発達の本質と階段」 『学校教育』 第221号 1931
- 「児童の精神」 『岩波講座教育科学・第9冊』 岩波書店 1932
- 「自己判断による性格と血液型の関係」「青年期の思慕の情に就て」 『児童研究所紀要』 第14巻 1932
- 「自己診断法についての一考察」 『応用心理研究』 第1巻 2号 1933
- 「環境の力学的考察」 『学校教育』 第252号 1934
- 「学童に試みられたる各種のテスト」 『応用心理研究』 第3巻 2号 1935
- 「教育心理学現下の問題二三」 『学校教育』 第266号 1935
- 「応用心理学の現状」 『学校研究』 第280号 1936
- 「全体観の心理学」 『学校教育』 第311号 1938
- 「傷病者に試みた性格診断」「精神分析学に於ける性格の意味」 『応用心理研究』 第5巻 1号 1939
- 「社会事象」「社会変動」 『社会心理学 (現代心理学 II)』 河出書房 1942